# Pelexia
Pelexia är ett släkte av orkidéer. Pelexia ingår i familjen orkidéer.

## Bildgalleri

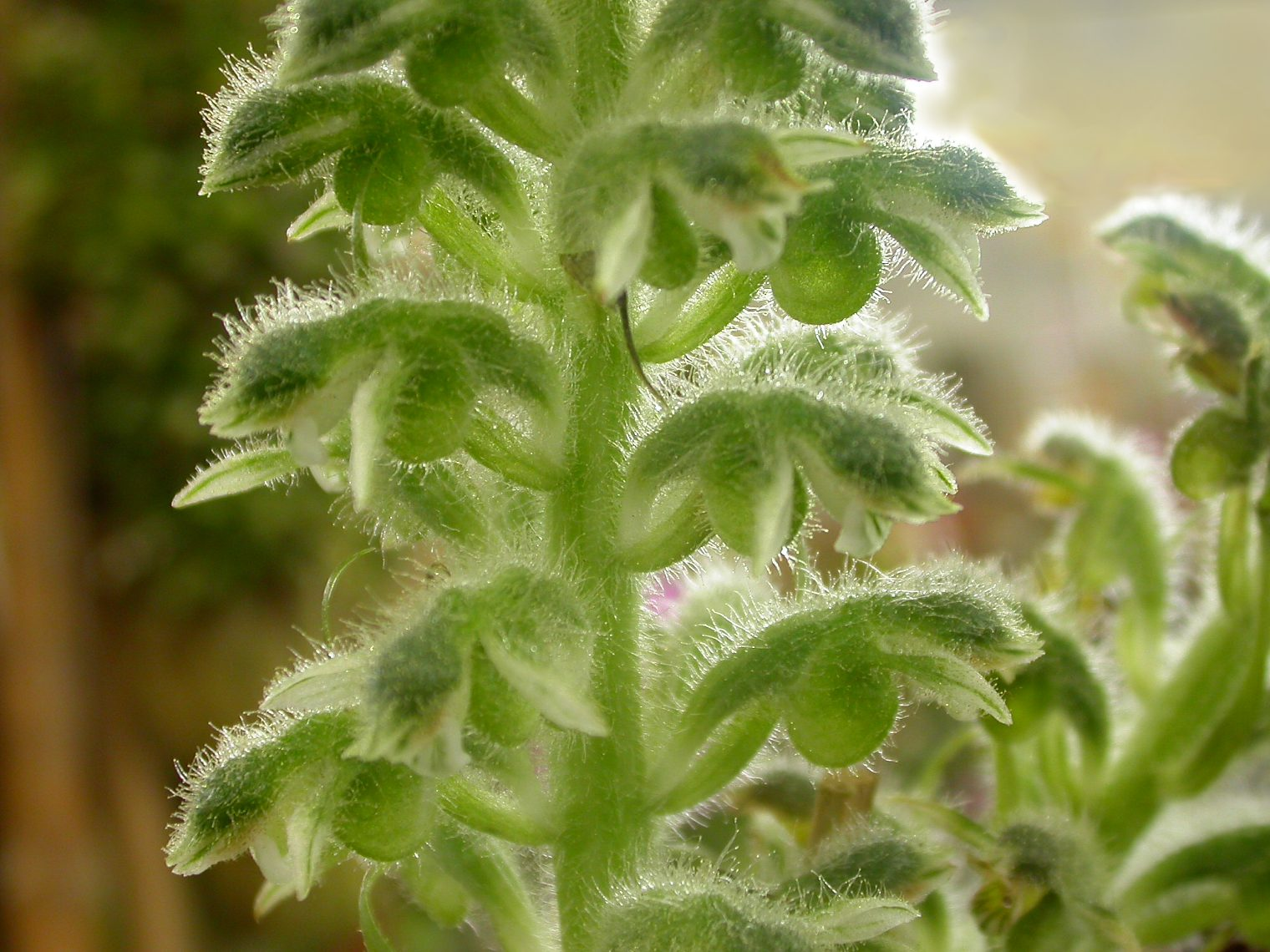
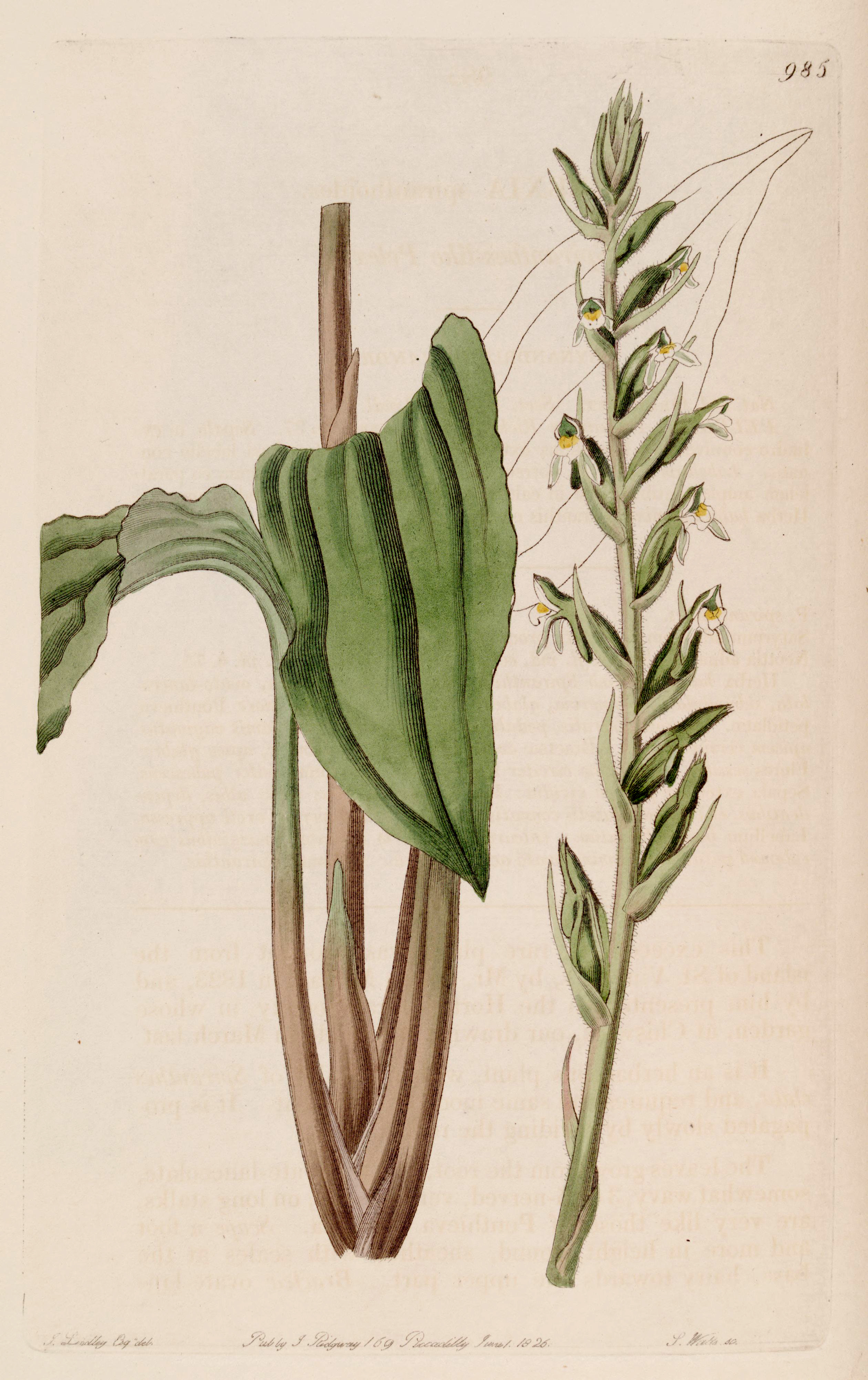

## Dottertaxa tillPelexia, i alfabetisk ordning[1]
- Pelexia adnata
- Pelexia albicans
- Pelexia arrabidae
- Pelexia asinus
- Pelexia bonariensis
- Pelexia bradei
- Pelexia burgeri
- Pelexia callifera
- Pelexia caucae
- Pelexia collocaliae
- Pelexia comosa
- Pelexia congesta
- Pelexia cuculligera
- Pelexia cundinamarcae
- Pelexia decora
- Pelexia delicatula
- Pelexia ecuadorensis
- Pelexia ekmanii
- Pelexia fiebrigii
- Pelexia funckiana
- Pelexia ghiesbreghtii
- Pelexia goninensis
- Pelexia goyazensis
- Pelexia gracilis
- Pelexia gutturosa
- Pelexia hamata
- Pelexia hirta
- Pelexia huntii
- Pelexia hysterantha
- Pelexia incurvidens
- Pelexia itatiayae
- Pelexia laminata
- Pelexia laxa
- Pelexia leucosticta
- Pelexia lindmanii
- Pelexia loefgrenii
- Pelexia longibracteata
- Pelexia luetzelburgii
- Pelexia macropoda
- Pelexia mandonii
- Pelexia mattogrossensis
- Pelexia matucanensis
- Pelexia maxonii
- Pelexia minarum
- Pelexia mouraei
- Pelexia neottiorhiza
- Pelexia novofriburgensis
- Pelexia obliqua
- Pelexia ochyrae
- Pelexia oestrifera
- Pelexia olivacea
- Pelexia orobanchoides
- Pelexia orthosepala
- Pelexia ovatifolia
- Pelexia palmorchidis
- Pelexia paludosa
- Pelexia parva
- Pelexia pavonii
- Pelexia phallocallosa
- Pelexia polyantha
- Pelexia pterygantha
- Pelexia quisqueyana
- Pelexia robusta
- Pelexia sancta
- Pelexia sceptrum
- Pelexia sheviakii
- Pelexia sinuosa
- Pelexia stenantha
- Pelexia tamanduensis
- Pelexia tenuior
- Pelexia tovarensis
- Pelexia trachyglossa
- Pelexia vaginata
- Pelexia weberbaueri
- Pelexia ventricosa
- Pelexia viridis
- Pelexia yungasensis